# Brevens bruk

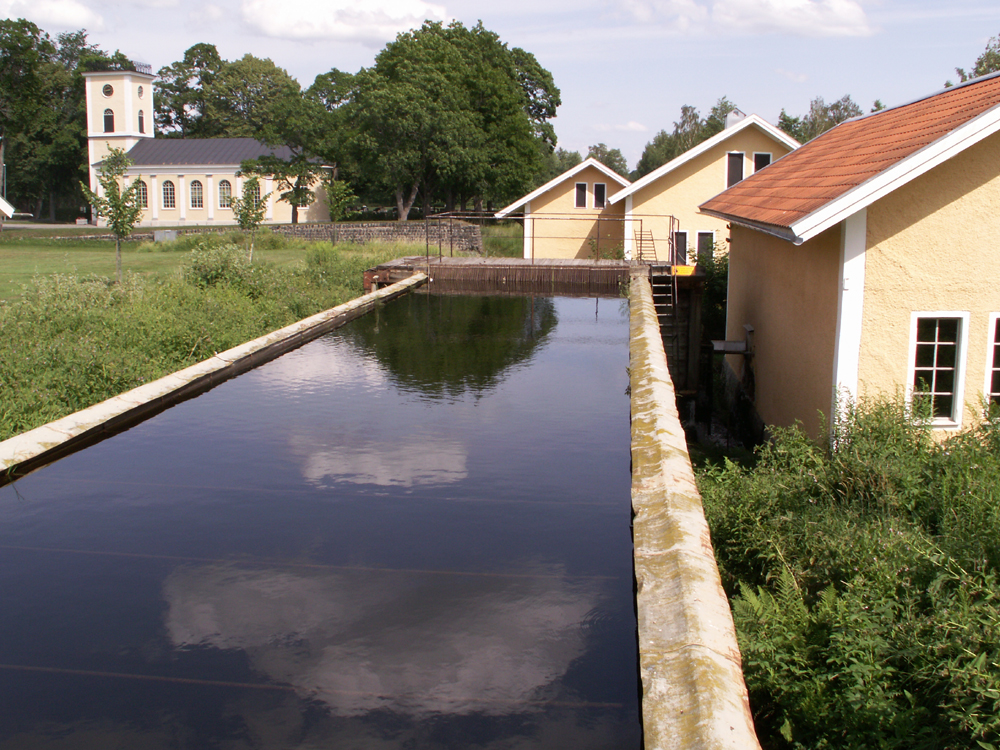
Kraftverket med tillhörande kraftverksdamm, i bakgrunden Brevens bruks kyrka.

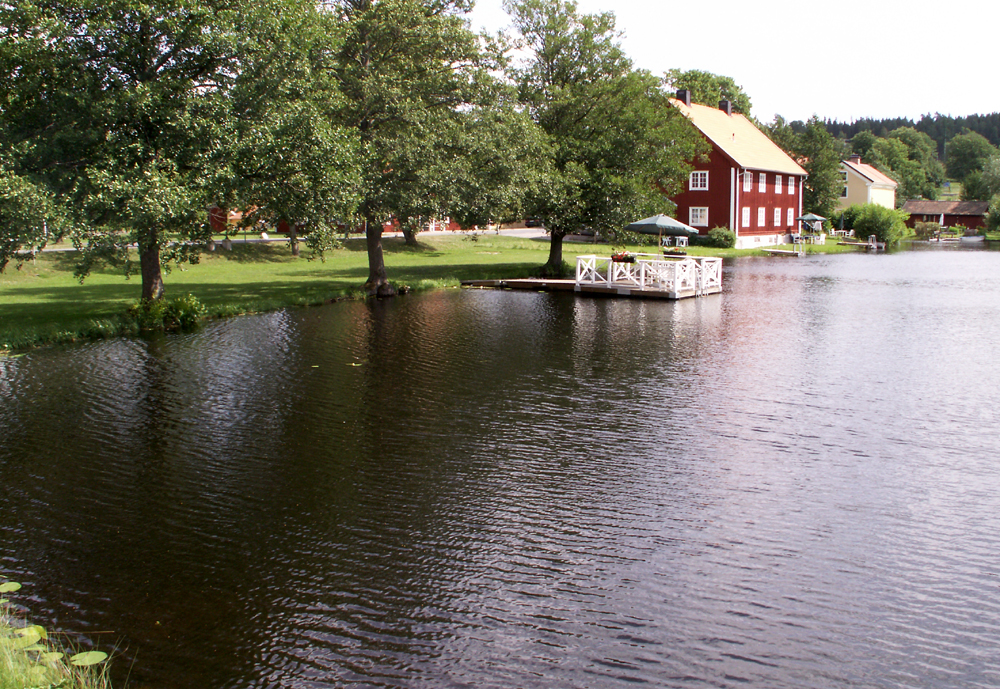
Brevensån.

Brevens bruk eller Breven är en småort med ett före detta järnbruk i södra delen av Askers socken i Örebro kommun, nära Kilsmo i sydöstra Närke. Där finns en bevarad bruksmiljö med herrgård från 1700-talet, brukskyrka och ett bruksmuseum.
Järnhanteringen vid Brevens bruk är nu nedlagd sedan 1980-talets mitt men bruksmiljön består och är till stora delar orörd.

## Historia
Brevens bruk grundades 1676. Ortens historia är dock betydligt äldre. Breven omtalas första gången 1317 då det skrevs "Bredhæhueen" och donerades till Riseberga kloster. Efter Västerås recess drogs godset in till Kronan. Under 1500-talet delades egendomen i övre (lilla) och nedre (stora) Breven. Ståthållaren Broder Andersson Rålamb, som var ägare till Bystad, inköpte Lilla Breven 1634. År 1676 grundades bruket av sonen Claes Brorsson Rålamb och bruket fick ett privilegiebrev för en stångjärnshammare. Senare anlades även en kniphammare. När Claes Rålambs son Gustaf Rålamb även inköpt Nedre eller Stora Breven 1711 och senare även Biskopskvarn några kilometer österut, kontrollerade bruket alla Brevensåns strömmar. År 1718 fick Gustaf Rålamb privilegium för ytterligare en kniphammare, och 1733 även för en masugn.
År 1774 såldes bruket med Bystad till den sörmländske jorddrotten David Henrik Hildebrand på Ericsberg, vilken gjorde godset till fideikommiss inom släkten. Hans son testamenterade bruket till svärsonen Johan August Anckarsvärd och därefter kom det i dennes svärson Johan August Gripenstedts ägo. Brukets utveckling fortsatte och 1823 ersattes den gamla multimmershyttan av en modern med rostugn. Från 1822 började man även experimentera med kolning i ugn i stället för milning. År 1833 färdigställdes även en stålugn. Sedan rostugnen färdigställts 1823 fick man fram mer järn än vad smedjorna behövde, och därmed började man framställa gjutjärnsprodukter av överskottet, något som under andra hälften av 1800-talet kom att bli brukets specialitet.
I rostugnen höjdes malmens kvalitet innan själva smältningen skedde i masugnen. Rostugnen – den tredje i ordningen och byggd 1905 – är väl bevarad och omhuldas av sällskapet Rostugnens Vänner sedan 2008.
Järnmalm värd att bryta fanns inte i närheten utan togs från övriga Bergslagen men också från Utö i Stockholms skärgård.
Under 1800-talet moderniserades verksamheten och nya produktionsdelar tillkom, till exempel en ny masugn och en smedja för klensmide, samt ett gjuteri. Just gjutgodset från bruket blev välkänt för sin goda kvalitet. Den tidigare Djurgårdsbron i Stockholm (1849-95) var exempelvis byggd med gjutgods från Brevens Bruk. Även närbelägna gjutjärnsgrinden Blå porten göts på Brevens Bruk och uppsattes den 23 november 1848. Produktionen var mycket varierande, det tillverkades till exempel vattenturbiner, kugghjul, pumpar, gruv- och kvarnmaskineri men också trädgårdsurnor och kaffekvarnar.

### Befolkningsutveckling
| Befolkningsutvecklingen i Brevens bruk 1960–2015                                              | Befolkningsutvecklingen i Brevens bruk 1960–2015 | Befolkningsutvecklingen i Brevens bruk 1960–2015 | Befolkningsutvecklingen i Brevens bruk 1960–2015 | Befolkningsutvecklingen i Brevens bruk 1960–2015 |
| --------------------------------------------------------------------------------------------- | ------------------------------------------------ | ------------------------------------------------ | ------------------------------------------------ | ------------------------------------------------ |
|                                                                                               |                                                  |                                                  |                                                  |                                                  |
| År                                                                                            |                                                  |                                                  | Folkmängd                                        | Areal (ha)                                       |
| 1960                                                                                          | 1960                                             |                                                  | 358                                              |                                                  |
| 1965                                                                                          | 1965                                             |                                                  | 352                                              |                                                  |
| 1970                                                                                          | 1970                                             |                                                  | 345                                              |                                                  |
| 1975                                                                                          | 1975                                             |                                                  | 289                                              |                                                  |
| 1980                                                                                          | 1980                                             |                                                  | 290                                              | 76                                               |
| 1990                                                                                          | 1990                                             |                                                  | 216                                              | 76                                               |
| 1995                                                                                          | 1995                                             |                                                  | 200                                              | 76                                               |
| 2000                                                                                          | 2000                                             |                                                  | 195                                              | 79#                                              |
| 2005                                                                                          | 2005                                             |                                                  | 121                                              | 79#                                              |
| 2010                                                                                          | 2010                                             |                                                  | 101                                              | 72#                                              |
| 2015                                                                                          | 2015                                             |                                                  | 160                                              | 52#                                              |
| Anm.: Namnändring 1965 från Breven till Brevens bruk. Upphörde som tätort 2000. # Som småort. |                                                  |                                                  |                                                  |                                                  |

## Samhället
Brevensån rinner genom orten där kyrkan, uppförd i klassicistisk stil 1842, ligger vid östra infarten. Rostugnens karaktäristiska höga silhuett utgör ett naturligt centrum i Brevens bruk. I Brevens bruk finns numera även en välbesökt discgolfbana.

## Evenemang
På midsommarafton reses den speciella midsommarstången med sju kransar.
Hjalmars revy med Peter Flack, som tidigare spelades i Örebro uppförs nu i Brevensgården.